# Mouvement socio-libéral (Suisse)
Le Mouvement socio-libéral (MSL) (en allemand : Sozial-Liberale Bewegung, abrégé SLB, ; en italien : Movimento social-liberale, abrégé MSL) est un parti politique suisse. Samuel Schmid, député au Grand Conseil argovien jusqu'en 2012, en est le président depuis sa création le 23 avril 2011.

## Histoire
Le MSL est né dans le canton d'Argovie, dont la section cantonale a pendant longtemps constitué sa base arrière.  Ce parti, qui revendique un positionnement idéologique qui n'est ni de gauche ni de droite, n'a fait sa véritable entrée sur la scène politique fédérale suisse que grâce à l'adhésion de Ricardo Lumengo, conseiller national et ancien membre du Parti socialiste suisse. Après avoir démissionné du Parti socialiste suisse, Ricardo Lumengo annonce rejoindre le MSL le 16 juin 2011 et avoir l'intention de briguer un nouveau mandat lors des élections fédérales suisses de 2011 sous les couleurs de ce parti, mais il n'est pas réélu. Ricardo Lumengo est l'unique représentant du MSL à avoir siégé au Parlement fédéral. Depuis quelques années, il s'est distancé du parti et s'est retiré de la scène politique fédérale.
Le MSL a souffert de l'absence d'une véritable tête d'affiche et d'un manque de positionnement clair dans le clivage gauche-droite. Souvent, le MSL est vu par les partisans de la gauche comme un parti conservateur, tandis que les adhérents de la droite le jugent très à gauche. L'adhésion de Ricardo Lumengo avait notamment servi l'objectif d'apporter une dimension sociale et progressiste au parti.
Depuis les élections au Grand conseil argovien de 2012, où le parti n'était pas parvenu avec 0,5 % des voix à décrocher un siège, le MSL a pratiquement disparu du paysage politique[réf. nécessaire].

## Force politique

### Au niveau national
- Ricardo Lumengo, élu sous l'étiquette du Parti socialiste, est conseiller national pour le canton de Berne de juin à octobre 2011.

### Au niveau cantonal
- Samuel Schmid, élu sous l'étiquette de l'UDF, fut député MSL au Grand Conseil argovien de 2011 à 2012.
- Beat Leuenberger, élu sous l'étiquette de l'UDC, fut député MSL pour la fin de la législature de 2012 à 2012.

### Au niveau communal
- Roland Gurtner, ancien membre du parti socialiste romand de Bienne[5] et président du MLS canton de Berne jusqu'à fin 2014, renonce à créer une section à Bienne, car il siège au parlement communal comme représentant du mouvement citoyen biennois Passerelle.

Le parti revendique une centaine de membres et trois sections, dans les cantons de Berne, Zurich et Argovie.

## Orientations
Le MSL revendique une orientation sociale en s'engageant pour « davantage de sécurité et de justice » et une orientation libérale principalement sur les questions de libertés individuelles. 
Le parti revendique une position neutre sur le plan religieux. Toutefois, son président, Samuel Schmid, fut élu sous l'étiquette de l'UDF, parti protestant-conservateur, qui contribua notamment à lancer l'Initiative populaire « Contre la construction de minarets ».